# Hiromu Mitsumaru
Hiromu Mitsumaru (三丸 拡, Mitsumaru Hiromu), né le 6 juillet 1993, est un footballeur japonais.

## Biographie
Mitsumaru commence sa carrière professionnelle en 2016 avec le club du Sagan Tosu, club de J1 League. Il dispute un total de 44 matchs en J1 League avec le club. En 2020, il est transféré au Kashiwa Reysol. Avec ce club, il atteint la finale de la Coupe de la Ligue japonaise 2020.